# Park Won-sang
Park Won-sang (en hangul, 박원상; nacido el 20 de enero de 1970) es un actor surcoreano.

## Carrera
Park ha tenido una dilatada carrera como actor de teatro (donde debutó en 1994), de cine y televisión: en estos dos últimos medios más frecuentemente como secundario que como protagonista. Ello no le ha impedido contar con papeles importantes en películas de éxito como Waikiki Brothers, The Big Swindle, May 18 o Forever the Moment. También Unbowed (2012) puede adscribirse a este grupo. En esta película, basada en hechos reales, la crítica elogió su interpretación del abogado Park Jun, que defiende a un profesor despedido injustamente por haber denunciado un error en un examen nacional.
Del mismo 2012 es uno de los papeles más destacados de su carrera, el del activista por la democracia Kim Jong-tae, que protagoniza National Security. La película está basada en las memorias del economista y político Kim Geun-tae, que fue encarcelado y torturado por el régimen militar surcoreano en 1985. Según el crítico Lee Seung-han, en esta película «la fuerza de Park Won-sang alcanzó su clímax» con un personaje que expresa «la vergüenza de ser arrastrado sin razón, la sensación de humillación cuando se le obliga a confesar falsamente, el miedo y el dolor de ser desnudado y atado a un tablero de siete estrellas para ser torturado, y la absoluta soledad al escribir su confesión». Gracias a este papel, en 2022 la ciudad de Icheon nombró al actor embajador de relaciones públicas del 1.º Festival Cultural Conmemorativo Conjunto en memoria del movimiento por la democracia en Corea.
Al año siguiente llegaría otro gran papel en una de las películas más taquilleras de la historia del cine surcoreano, Milagro en la celda 7. En esta comedia trágica es Choi Chun-ho, un estafador que resulta ser la mente más despierta entre los seis compañeros de celda.
La aparente facilidad para aparecer en películas de éxito fue notada de nuevo a propósito de Whistle Blower, de 2014. En ella comparte la escena con Lee Gyeong-young y Kwon Hae-hyo, y según un crítico «el poder de los tres actores, que son tan activos que se les llama la nueva fórmula para el éxito de taquilla en las películas coreanas, se demuestra una vez más».

## Filmografía

### Cine
| Año  | Título                                | Hangul                        | Papel                                           | Notas                                    | Ref.          |
| ---- | ------------------------------------- | ----------------------------- | ----------------------------------------------- | ---------------------------------------- | ------------- |
| 1996 | Three Friends                         | 세 친구                       | Cabo violento                                   |                                          | [ 8 ]         |
| 2000 | Kilimanjaro                           | 킬리만자로                    | Gwang-han                                       |                                          |               |
| 2000 | Why Do I Want to Be a Boxing Referee? | 나는 왜 권투심판이 되려하는가 | Hyuk-shin                                       | Cortometraje                             |               |
| 2001 | Waikiki Brothers                      | 와이키키 브라더스             | Jung-seok                                       |                                          | [ 9 ]         |
| 2001 | The Last Witness                      | 흑수선                        | Traficante de órganos                           |                                          |               |
| 2002 | Jungle Juice                          | 정글 쥬스                     | Detective Lee                                   |                                          |               |
| 2002 | Marriage Is a Crazy Thing             | 결혼은 미친짓이다             | Kyu-jin                                         |                                          |               |
| 2003 | Dos hermanas                          | 4인용 식탁                    | Park Moon-sub                                   |                                          |               |
| 2003 | Happy Ero Christmas                   | 해피 에로 크리스마스          | Secuaz 1                                        |                                          |               |
| 2003 | Raindrop Prelude                      |                               | Padre                                           | Cortometraje                             | [ 2 ]         |
| 2004 | A Smile                               | 미소                          | Min-soo                                         |                                          |               |
| 2004 | The Big Swindle                       | 범죄의 재구성                 | Gigoló                                          |                                          |               |
| 2004 | R-Point                               | 알 포인트                     | Sargento Ma Won-kyun                            | Coprotagonista                           | [ 10 ]        |
| 2004 | Spider Forest                         | 거미숲                        | Conductor Moon                                  |                                          |               |
| 2005 | Red Eye                               | 레드아이                      | Jung-ho                                         |                                          | [ 11 ]        |
| 2005 | Mom's Way                             | 엄마                          | Yerno mayor                                     |                                          |               |
| 2005 | Innocent Steps                        | 댄서의 순정                   | Ma Sang-doo                                     |                                          |               |
| 2005 | Hello, Brother                        | 안녕, 형아                    | Padre de Hani                                   |                                          |               |
| 2005 | Tea & Poison                          |                               | Young-min                                       | Cortometraje                             |               |
| 2006 | The Art of Fighting                   | 싸움의 기술                   | Jefe de sección Ahn                             |                                          |               |
| 2006 | Bewitching Attraction                 | 여교수의 은밀한 매력          | PD Kim Young-ho                                 | Coprotagonista                           | [ 12 ] [ 13 ] |
| 2007 | Paradise Murdered                     | 극락도 살인사건               | Sang-gu                                         |                                          | [ 14 ]        |
| 2007 | Mr. Lee vs. Mr. Lee                   | 이대근, 이댁은                | Contratista de agencia de detectives            |                                          |               |
| 2007 | May 18                                | 화려한 휴가                   | Yong-dae                                        |                                          | [ 15 ]        |
| 2007 | Rainbow Eyes                          | 가면                          | Detective Kim                                   |                                          |               |
| 2008 | Forever the Moment                    | 우리 생애 최고의 순간         | Gyu-cheol, esposo de Mi-sook                    | Cameo                                    |               |
| 2008 | Little Prince                         | 어린 왕자                     | Yong Joon-soo                                   |                                          | [ 16 ]        |
| 2008 | The Guard Post                        | GP506                         | General Beokgu                                  | Cameo                                    |               |
| 2008 | Girl Scout                            | 걸스카우트                    | Min Hong-gi                                     |                                          |               |
| 2008 | Nowhere to Turn                       | 여기보다 어딘가에             | Empleado de tienda de música                    | Cameo                                    |               |
| 2009 | Short! Short! Short! 2009             | 황금시대                      |                                                 | Pel. colectiva, parte Anxiety            |               |
| 2009 | Fly, Penguin                          | 날아라 펭귄                   | Padre de Seung-yoon                             |                                          | [ 17 ]        |
| 2009 | Secret                                | 시크릿                        | Detective Choi                                  |                                          | [ 18 ]        |
| 2010 | A Little Pond                         | 작은 연못                     | Refugiado                                       |                                          | [ 19 ] [ 20 ] |
| 2010 | My Dear Desperado                     | 내 깡패 같은 애인             | Jong-seo                                        |                                          |               |
| 2010 | Ghost (Be With Me)                    | 귀                            | Maestro de hanja                                | Pel. colectiva, parte Tarot 1: Ghost Boy | [ 21 ]        |
| 2010 | Rolling Home with a Bull              | 소와 함께 여행하는 법         | Hombre en área de descanso                      | Cameo                                    |               |
| 2010 | Villain and Widow                     | 이층의 악당                   | Ham Ki-soo                                      | Cameo                                    |               |
| 2010 | Try to Remember                       | 우리 만난 적 있나요           | Na Gyeon-jo                                     | Cameo                                    |               |
| 2011 | Funny Neighbors                       | 수상한 이웃들                 | Park Jong-ho                                    |                                          | [ 22 ]        |
| 2011 | Champ                                 | 챔프                          | Entrenador de caballos Kim                      |                                          |               |
| 2012 | Unbowed                               | 부러진 화살                   | Abogado Park Jun                                |                                          | [ 2 ]         |
| 2012 | Two Moons                             | 두 개의 달                    | PD Jung                                         | Cameo                                    |               |
| 2012 | Gaiji Keisatsu                        | 외사경찰                      | Informante sobre paso de desertores norcoreanos |                                          | [ 23 ]        |
| 2012 | National Security                     | 남영동1985                    | Kim Jong-tae                                    | Protagonista                             | [ 24 ] [ 3 ]  |
| 2013 | Milagro en la celda 7                 | 7번방의 선물                  | Choi Chun-ho                                    |                                          | [ 5 ] [ 6 ]   |
| 2013 | South Bound                           | 남쪽으로 튀어                 | Abogado Yoon Seong-joo                          | Aparición especial                       |               |
| 2013 | My Dear Girl, Jin-young               | 사랑해! 진영아                | Hwang Tae-il                                    | Coprotagonista                           | [ 25 ]        |
| 2014 | Tabloid Truth                         | 찌라시 : 위험한 소문          | Oh Bon-seok                                     |                                          | [ 26 ] [ 27 ] |
| 2014 | The Stone                             | 스톤                          | In-geol                                         | Coprotagonista                           | [ 28 ]        |
| 2014 | Whistle Blower                        | 제보자                        | Lee Sung-ho                                     |                                          | [ 7 ]         |
| 2015 | El trono                              | 사도                          | Hong Bong-han                                   |                                          | [ 29 ]        |
| 2016 | The Prison                            | 프리즌                        | jefe de sección Jeong                           |                                          |               |
| 2016 | In Between Seasons                    | 환절기                        | Jin-gyoo                                        |                                          | [ 30 ]        |
| 2017 | Warriors of the Dawn                  | 대립군                        | Jo-seung                                        |                                          | [ 31 ]        |
| 2018 | A Diamond in the Rough                | 크게 될 놈                    | Jin-yeong                                       |                                          | [ 32 ]        |
| 2018 | Little Forest                         | 리틀 포레스트                 | Cartero                                         | Aparición especial                       | [ 33 ]        |
| 2018 | Huris                                 | 오만                          | Han Jong-hoon                                   |                                          | [ 34 ]        |
| 2019 | The Bad Guys: Reign of Chaos          | 나쁜 녀석들: 더 무비          | Kim Chang-sik                                   |                                          |               |
| 2020 | Bad Family                            | 불량한 가족                   | Hyeon-du                                        |                                          | [ 35 ]        |
| 2023 | The Point Men                         | 교섭                          | Presentador de un programa de debate            | Aparición especial                       |               |
| 2023 | 12.12: The Day                        | 서울의 봄                     | Tte. Gral. Go Jae-young                         |                                          | [ 36 ]        |
| 2023 | The Boys                              | 소년들                        | Juez presidente                                 | Aparición especial                       | [ 37 ] [ 38 ] |
| 2024 | El día que florece el algodón         | 목화솜 피는 날                | Choi Byeong-ho                                  |                                          | [ 39 ]        |

### Series de televisión
| Año     | Título                                                   | Papel                                     | Canal    | Notas                       | Ref.          |
| ------- | -------------------------------------------------------- | ----------------------------------------- | -------- | --------------------------- | ------------- |
| 2007    | Ssamdalg Misugi                                          | Han Kyung-tae                             |          | Drama City                  |               |
| 2008    | Chosun Police                                            | Ji Dae-han                                | Dramanet | 2.ª temporada               |               |
| 2010    | Chosun Police                                            | Ji Dae-han                                | Dramanet | 3.ª temporada               |               |
| 2010    | Yaksha                                                   | Park Po                                   | OCN      |                             |               |
| 2011    | Dream High                                               | Presidente Yoon                           | KBS2     |                             | [ 40 ]        |
| 2011    | Warrior Baek Dong-soo                                    | Jang Dae-pyo                              | SBS      |                             |               |
| 2011    | Behind the Scenes of the Seokyeong Sports Council Reform | Jo Pil-sang                               | KBS      | Drama Special               |               |
| 2011    | For My Son                                               | Pil-gyu                                   | KBS      | Drama Special               |               |
| 2012    | Hero                                                     | Kwon Hyuk-gyu                             | OCN      |                             |               |
| 2012    | My Wife Natrey's First Love                              | Myung-chul                                | KBS      | Drama Special               |               |
| 2013    | Nine: Nine Time Travels                                  |                                           | tvN      |                             |               |
| 2013    | Shark                                                    | Byun Bang-jin                             | KBS2     |                             | [ 1 ]         |
| 2013    | Medical Top Team                                         | Jo Joon-hyuk                              | MBC      |                             | [ 41 ]        |
| 2014    | Golden Cross                                             | Im Kyung-jae                              | KBS2     |                             | [ 42 ]        |
| 2014    | Big Man                                                  | Detective de homicidios                   | KBS2     | Cameo                       | [ 43 ]        |
| 2014    | Reset                                                    | Investigador jefe Han                     | OCN      |                             |               |
| 2014    | Healer                                                   | Jang Byung-se                             | KBS2     |                             | [ 44 ]        |
| 2015    | Política espléndida                                      | Jang Bong-soo                             | MBC      |                             | [ 45 ] [ 46 ] |
| 2015    | Last                                                     | Ryu Jong-gu                               | jTBC     | Protagonista                | [ 47 ]        |
| 2015    | Bubble Gum                                               | Jo Dong-il                                | tvN      |                             | [ 48 ]        |
| 2016    | My Lawyer, Mr. Jo                                        | Bae Dae-soo                               | KBS2     |                             | [ 49 ]        |
| 2016    | Fantastic                                                | Profesor de actuación                     | jTBC     | Aparición especial          | [ 50 ]        |
| 2016    | W                                                        | Han Cheol-ho                              | MBC      |                             | [ 51 ]        |
| 2016    | Weightlifting Fairy Kim Bok-joo                          | Terapeuta                                 | MBC      |                             | [ 52 ]        |
| 2017    | Argon                                                    | Shin-cheol                                | tvN      |                             | [ 53 ] [ 54 ] |
| 2017    | Queen for Seven Days                                     | Park Won-jong                             | KBS2     |                             | [ 55 ] [ 56 ] |
| 2017    | Untouchable                                              | Go Soo-chang                              | jTBC     |                             | [ 57 ]        |
| 2017    | Distorted                                                | Fiscal Lim Ji-tae                         | SBS      |                             | [ 58 ]        |
| 2018    | Switch                                                   | Yang Ji-soong                             | SBS      |                             | [ 59 ]        |
| 2018    | Familiar Wife                                            | Byeon Sang-woo                            | tvN      |                             | [ 60 ]        |
| 2019    | Item                                                     | Goo Dong-yeong                            | MBC      |                             | [ 61 ] [ 62 ] |
| 2019    | Welcome 2 Life                                           | Fiscal Oh Seok-joon                       | MBC      |                             | [ 63 ]        |
| 2020    | The Game: Towards Zero                                   | Lee Joon-hee                              | MBC      |                             | [ 64 ]        |
| 2020    | El rey: eterno monarca                                   | Park Moon-sik                             | SBS      |                             | [ 65 ]        |
| 2021    | On the Verge of Insanity                                 | Paeng Soo-gon                             | MBC      |                             | [ 66 ] [ 67 ] |
| 2021    | The Veil                                                 | Nam Seon-woo                              | MBC      |                             |               |
| 2021    | El afecto del rey                                        | Shin Young-soo                            | KBS      |                             | [ 68 ]        |
| 2021-22 | Aquel año nuestro                                        | Choi Ho                                   | SBS      |                             | [ 69 ]        |
| 2022    | The Good Detective                                       | Choi Yong-geun                            | jTBC     | Segunda temporada           | [ 70 ]        |
| 2023    | Oasis                                                    | Choi Young-sik                            | KBS2     |                             | [ 71 ]        |
| 2024    | Cuando el teléfono suena                                 | Na Jin-cheol                              | MBC      |                             |               |
| 2025    | The Scandal of Chunhwa                                   | Padre de Hwa-ri                           | TVING    | Serie web                   | [ 72 ]        |
| 2025    | ¡Oh, mis clientes fantasmas!                             | Director administrativo de la universidad | MBC      | Aparición especial, ep. 5-6 | [ 73 ] [ 74 ] |

## Premios y nominaciones
| Año  | Premios                                          | Categoría                                                                    | Papel                | Resultado |
| ---- | ------------------------------------------------ | ---------------------------------------------------------------------------- | -------------------- | --------- |
| 1993 | 17.º Festival de la Canción Universitaria de MBC | Premio de plata                                                              | No digas nada        | Ganador   |
| 2013 | Korean Association Of Film Critics Award         | Mejor actor                                                                  | National Security    | Nominado  |
| 2013 | 22.º Buil Film Awards                            | Mejor actor                                                                  | National Security    | Nominado  |
| 2019 | MBC Drama Awards                                 | Premio a la excelencia, actor en serie de lunes y martes o proyecto especial | Item, Welcome 2 Life | Nominado  |